# Reset/ゲンジボタル
「Reset/ゲンジボタル」（リセット/ゲンジボタル）は、TRIPLANEの通算3枚目のシングル。

## 概要
2005年8月3日に発売。初の両A面シングルである。

## 収録曲
全作詞・作曲：江畑兵衛　全編曲：TRIPLANE
1. Reset（4:28）[1]
※FIA「WRC RALLY JAPAN 2005」テーマソング
2. ゲンジボタル（4:24）[1]